# Place Napoléon-Ier
La place Napoléon-Ier est une voie de la commune française de Courbevoie.

## Situation et accès

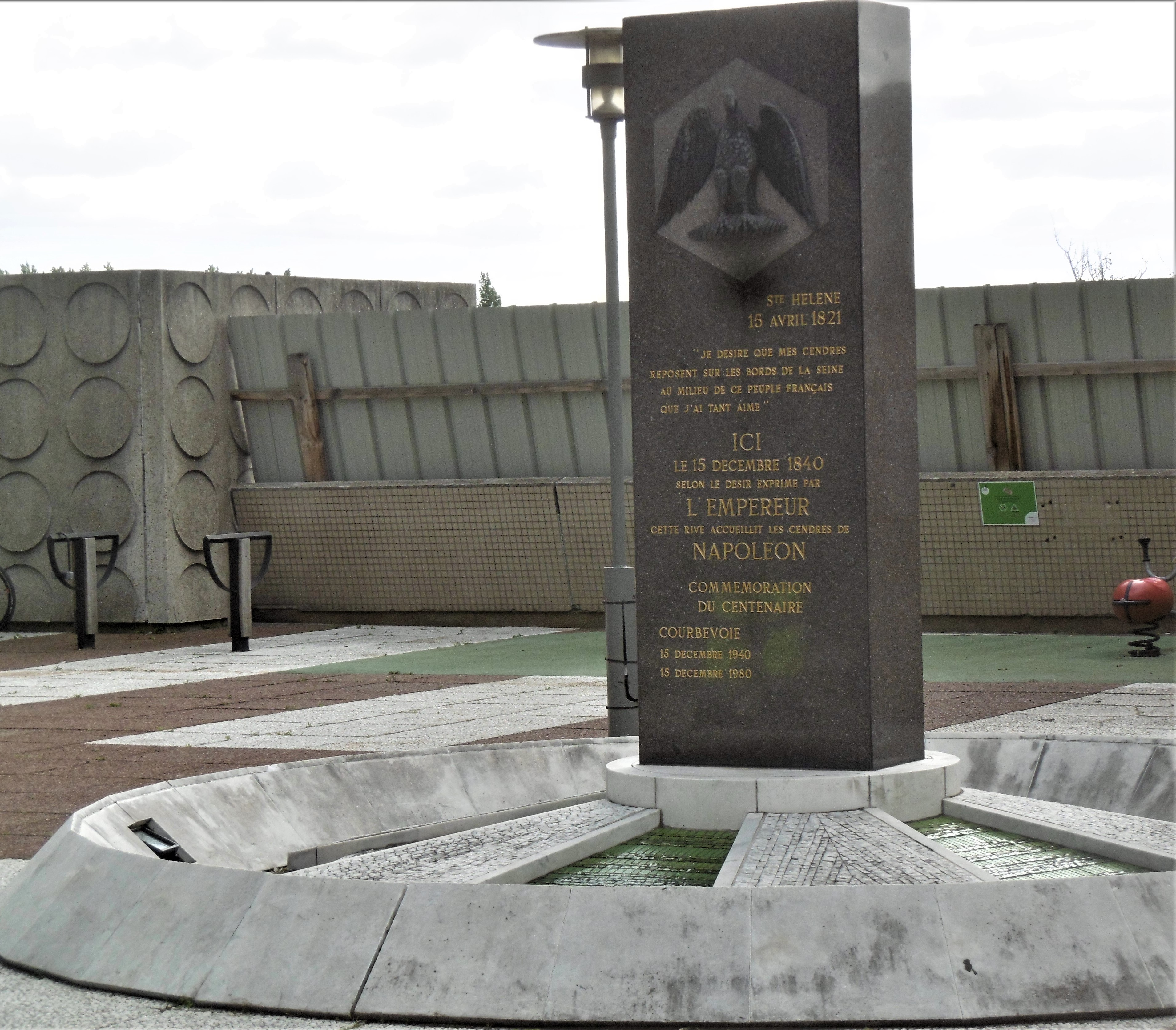
Stèle commémorant le retour des cendres de Napoléon 1er

La place Napoléon-Ier est accessible par la station de métro Esplanade de la Défense.

## Origine du nom
Elle porte le nom de Napoléon Ier (1769-1821), empereur des Français.

## Historique
Son nom lui a été attribué à la suite du retour des Cendres de Napoléon en 1840.
Le 14 décembre 1840, après que le navire La Dorade III eut remonté la Seine depuis Val-de-la-Haye, le cercueil de l'Empereur Napoléon Ier débarquait au quai de Courbevoie, où d’anciens soldats le veillèrent une nuit entière.
Cette place se situait à l'origine le long de la Seine. Elle a été déplacée lors des travaux de construction de La Défense.

## Bâtiments remarquables et lieux de mémoire
- Stèle du Mémorial du Retour des Cendres de Napoléon Ier.